# Nulla dies sine linea
Nulla dies sine linea est une locution latine qui signifie « pas de jour sans une seule ligne ». Elle trouve sa source chez Pline l'Ancien (Histoire naturelle, XXXV, 36), où l'idée s'applique au peintre grec Apelle, qui ne passait pas une journée sans tracer au moins une ligne. Mais c'est seulement dans le Proverbiorum libellus de Polydore Virgile (1470-1555) que la locution elle-même est attestée pour la première fois.

## Étymologie
En latin classique, linea signifie au sens propre un « fil de lin », d'où un « cordeau », et désigne au figuré une ligne, un trait (tracé avec une plume ou un pinceau) ; le mot ne s'applique pas à une ligne de texte. Cependant, de nombreux écrivains ont repris cette expression à leur compte, en l'appliquant à l'écriture.
En principe, le mot dies, « jour », est plutôt masculin mais on le trouve parfois au féminin, soit dans des expressions traditionnelles comme celle qui est présentée ici, à connotation quasiment poétique, soit pour signifier un jour important, d’où par exemple la formule dies irae, dies illa, « jour de colère que ce jour-là », dans le texte officiel d’un Requiem (au masculin, on aurait dies ille). Pour un jour ordinaire, on utilise le masculin. Même, au début du Pro Marcello de Cicéron, on lira dies hodiernus, littéralement le jour d’aujourd’hui, au masculin, avec une redondance critiquée aujourd’hui mais sans doute voulue par son auteur pour des raisons stylistiques, sachant qu’aujourd’hui se dit hodie, contraction de hoc die à l’ablatif masculin. Donc nullus dies était possible aussi, mais moins emphatique.

## Utilisations postérieures
Émile Zola a repris cette expression et en a fait une devise, inscrite sur le linteau de la cheminée de son bureau, dans sa maison de Médan. Cette devise figure aussi dans le bureau de l'écrivain flamand Stijn Streuvels, dans sa maison d'Ingooigem. Jean-Paul Sartre la cite dans Les Mots : « J’écris toujours. Que faire d’autre ? Nulla dies sine linea. C’est mon habitude et puis c’est mon métier. » 
Le poète Philippe Léotard a repris ironiquement cette phrase comme titre d'un de ses essais autobiographiques (1992).
Le poète belge Roger Foulon l'a aussi choisie pour ses ex-libris. 
Paul Klee en fait également une devise, sorte d’« incitation à s’exercer chaque jour au dessin ». Les dernières années de l’artiste sont les plus productives. Sa production s’intensifie à partir de 1938 pour atteindre le record de 1253 œuvres en 1939. L’année précédente il ajoute symboliquement cette devise à son catalogue sous le numéro 365, son « devoir annuel » ainsi accompli avant l’heure,,. L'exposition inaugurale du Centre Paul Klee de Berne en 2005 portait le titre Kein Tag ohne Linie (équivalent allemand de l'expression latine), faisant ainsi référence à l'intense production de l'artiste à la fin de sa vie.